# Dietburg Spohr
Dietburg Spohr (* um 1950 in Heilbronn) ist eine deutsche Sängerin, Leiterin, Dirigentin und Sängerin des Ensemble belcanto für Neue Vokalmusik und Leiterin des Festivals Tage Alter Musik Kelkheim.

## Leben
Dietburg Spohrs Vater war der in Heilbronn tätige Internist Erich Spohr (1901–1995). Sie studierte Gesang an der Musikhochschule Stuttgart sowie zusätzlich in den Fächern Klavier, Viola, Sprecherziehung, Perkussion und Dirigieren. Sie war Mitglied des Vokal-Ensemble schola cantorum stuttgart von Clytus Gottwald, mit dem sie an Konzerten und CD-Aufnahmen Alter und Neuer Musik mitwirkte, und außerdem international als Solistin tätig.
1986 gründete sie das Frauen-Vokal-Ensemble <belcanto> (Eigenschreibweise), eines der ersten und langjährigsten Spezial-Ensemble für vokale Neue Musik. Das Repertoire besteht primär aus Ensemble- und Solo-Werken experimenteller Neuer Musik, und immer wieder auch Alter Musik, und wird in konzertanter oder performativer Form zur Aufführung gebracht. Langjährige Sängerinnen des Ensembles neben Dietburg Spohr selbst sind u. a. Andrea Baader, Rica Rauch, Martina Scharstein, Edith Murasov, Gretha Park und Eva Leonardy.
Das Ensemble hat seit der Gründung zahlreiche Uraufführungen neuer Kompositionen zur Aufführung gebracht, und damit die Entwicklung Neuer Vokalmusik mitgeprägt. Zu den uraufgeführten Komponisten und Komponistinnen zählen u. a. Peter Ablinger, Konrad Boehmer, Violeta Dinescu, Nikolaus Brass, Gloria Coates, Sidney Corbett, Tsippi Fleischer, Wolfgang Florey, Clytus Gottwald, Christoph Herzog, Adriana Hölszky, Sue-Yon Hong, Margarete Huber, Erik Janson, Luca Lombardi, Michael Maierhof, Olga Neuwirth, Sergej Newski, Vivienne Olive, Jens-Peter Ostendorf, Younghi Pagh-Paan, Andreas Pflüger, Rolf Riehm, Wolfgang Rihm, Gerhard Rühm, Alice Samter, Leon Schidlowsky, Dieter Schnebel, Cornelius Schwehr, Kunsu Shim, Art-Oliver Simon, Mathias Spahlinger, Gerhard Stäbler, Alfred Stenger, Karlheinz Stockhausen, Caroline Wilkins, Amnon Wolman, Susanne Erding und weitere.
Das von Dietburg Spohr geleitete Ensemble ist international tätig und hat zahlreiche CD- und LP-Aufnahmen veröffentlicht. Die Aufnahme Adriana Hölszky:... es kamen schwarze Vögel (1978) erhielt den Preis der deutschen Schallplattenkritik.
Spohr war zudem von 2002 bis 2013 Leiterin des Festivals Tage Alter Musik in Kelkheim, das sowohl Alte wie auch Neue Musik und auch außereuropäische Musik präsentierte.
Sie ist außerdem als Gesangspädagogin tätig und unterrichtete u. a. an der Musikhochschule Stuttgart. Des Weiteren war sie im Vorstand des Archiv Frau und Musik e. V. sowie Jurymitglied von Wettbewerben.
Spohr ist mit dem Musikjournalisten Gerhard R. Koch verheiratet, der auch in Form von Einführungen und Moderationen in Konzerten des Ensemble Belcanto mitwirkt.

## Diskographie des Ensemble Belcanto (Auswahl)
- Luciano Berio: Sequenza III – (1966) / Ernst Klett Verlag Stuttgart LP
- Mathias Spahlinger: 128 erfüllte Augenblicke (1976), WERGO 6513-2
- Jens-Peter Ostendorf: creuser pour bien sortir au soleil (1979)THOROFON CTH 2038 CD
- Adriana Hölszky: ... es kamen schwarze Vögel (1978) Monolog (1977) / vampirabile (1988) / Kommentar für Lauren (1978) AULOS 66013 CD
- Klaus Ospald: schöne Welt schöne Welt (1991) Donaueschinger Musiktage 1991 / da music 77312 CD
- Luigi Nono: Donde estás, Hermano¿ (1982) Younghi Pagh-Paan: HIN NUN (1985), Flammenzeichen (1983) Nikolaus Brass: Rose-Ausländer-Lieder (1987) Mathias Spahlinger: el sonido silencioso (1980)AULOS 66034 CD
- Hanns Eisler: Woodbury Liederbüchlein (1941) Gerhard Rühm: foetus (1974) - Schöpfung (1986) - Sprechquartette (1987) Cornelius Schwehr: deutsche Tänze (1989/1990) Nancy Van de Vate: Cocain Lil (1988) AULOS 3/1432/2 CD
- Arthur Vincent Lourié: La Naissance de la Beauté (1936) Dieter Schnebel: Amazones (1993)Peter Ablinger: Weisse Litanei (1991) Claude Debussy - Clytus Gottwald: Les Angelus (1996) Koch / Schwann-AULOS-3-6466-2
- Tsippi Fleischer: Appeal to the stars (1996) Ethnic Silhouettes Israel: Opus One - Max Schubel - CD 181
- Haim Alexander: Else Lasker-Schüler Zyklus: Mein blaues Klavier (1990/1999) Konrad Boehmer: Un Monde abandonné des Facteurs (1996) Fabrizio Casti: Come un‘ombra di luna (1997) Wolfgang Rihm: Séraphin / Stimmen (1994/1996) ECM NEW SERIES 1739[11]
- Hildegard-von-Bingen-Ensemble Belcanto / Dietburg Spohr: Ordo Virtutum, 2013, ECM New Series 476 4633[12]